# كريستوفر بيوركلاند
كريستوفر بيوركلاند (بالسويدية: Kristoffer Björklund)‏ هو لاعب كرة قدم سويدي، ولد في 19 أبريل 1978 في ستوكهولم في السويد. لعب مع نادي آسيريسكا ونادي برومابويكارنا ونادي هاماربي لكرة القدم.

## وصلات خارجية
- كريستوفر بيوركلاند على موقع قاعدة بيانات كرة القدم.إي يو (الإنجليزية)
- كريستوفر بيوركلاند على موقع عالم كرة القدم.نت (الإنجليزية)